# ازدحام جمعیت (فیلم ۲۰۱۸)
ازدحام جمعیت (به تامیلی: Thaanaa Serndha Koottam) فیلمی محصول سال ۲۰۱۸ و به کارگردانی جوی آگوستین است. در این فیلم بازیگرانی همچون سوریا، کارتیک، کرتی سورش، رامیا کریشنان ایفای نقش کرده‌اند.